# (32070) Michaelretchin
2000 JC61 (asteroide 32070) é um asteroide da cintura principal. Possui uma excentricidade de 0.13937610 e uma inclinação de 4.63846º.
Este asteroide foi descoberto no dia 7 de maio de 2000 por LINEAR em Socorro.